# Tomorrow Became Today
Tomorrow Became Today är ett album av Weeping Willows, utgivet 11 mars 2016. Musiksiten Gaffa gav skivan betygen 5/6 och skrev att låten Wait For Love To Grow är "en skinande soulpopdänga av sådan dignitet att en sådan aldrig (!) tidigare kommit från den geografiska plats vi kallar Sverige". Recensenten ställde sig frågan om det någonsin gjorts en bättre poplåt i det här landet.

## Låtlista
| A1 |  | Tomorrow Became Today   |
| A2 |  | Angels Sing For Us      |
| A3 |  | Wait For Love To Grow   |
| A4 |  | Go Find Your Happiness  |
| A5 |  | Every Haunted Night     |
| B1 |  | A Dream Or A Memory     |
| B2 |  | My Love Is Not Blind    |
| B3 |  | I'd Do Anything For You |
| B4 |  | My Last Love            |
| B5 |  | I Wonder Were You Are   |

## Medverkande[2][3]

### Weeping Willows
- Magnus Carlson - Sång, Låtskrivare
- Ola Nyström - Gitarr, Bakgrundssång, Låtskrivare
- Niko Röhlcke - Piano, Orgel, Gitarr, Pedal Steel Gitarr, Låttskrivare
- Anders Hernestam - Trummor, Låtskrivare

### Övriga
- Anders Kappelin - Bas
- Linnea Henriksson - Kör
- Magnus Frykberg - Percussion, Producent
- Per "Ruskträsk" Johansson - Saxofon
- Goran Kajfes - Trumpet
- Torbjörn Svedberg – Vibraphone
- Sara Edin – Violin
- Gudmund Ingvall – Cello
- Johannes Rostamo – Cello
- Pelle Hansen – Cello
- Tomas Lundström – Cello
- Carin Wallgren – Viola
- Christopher Öhman – Viola
- Eriikka Nylund – Viola
- Erik Holm – Viola
- Göran Fröst – Viola
- Pär Lindqvist – Viola
- Aleksander Sätterström – Violin
- Anna Stefansson  – Violin
- Anna Wirdefeldt – Violin
- Åsa Wirdefeldt – Violin
- Claudia Bonfiglioli – Violin
- Daniel Migdal – Violin
- Daniela Bonfiglioli – Violin
- Fredrik Syberg – Violin
- Joel Nyman – Violin
- Karin Eriksson – Violin
- Martin Stensson – Violin
- Oscar Treitler – Violin
- Patrik Swedrup – Violin
- Paul Waltman – Violin
- Per Öhman – Violin
- Arrangör [Blås arrangemang] – Goran Kajfeš*, Per "Ruskträsk" Johansson
- Arrangör [Stråkar] – Pål Svenre